# Aignan
Aignan ist eine französische Gemeinde mit 722 Einwohnern (Stand 1. Januar 2022) im Département Gers in der Region Okzitanien (zuvor Midi-Pyrénées); sie gehört zum Arrondissement Mirande und zum Kanton Adour-Gersoise.

## Bevölkerungsentwicklung
| Jahr      | 1962 | 1968 | 1975 | 1982 | 1990 | 1999 | 2007 | 2020 |
| Einwohner | 898  | 965  | 932  | 941  | 921  | 844  | 852  | 722  |

## Sehenswürdigkeiten
- Kirche Saint-Saturnin (12. Jahrhundert)
- Kirche Saint-Jacques (15. Jahrhundert)

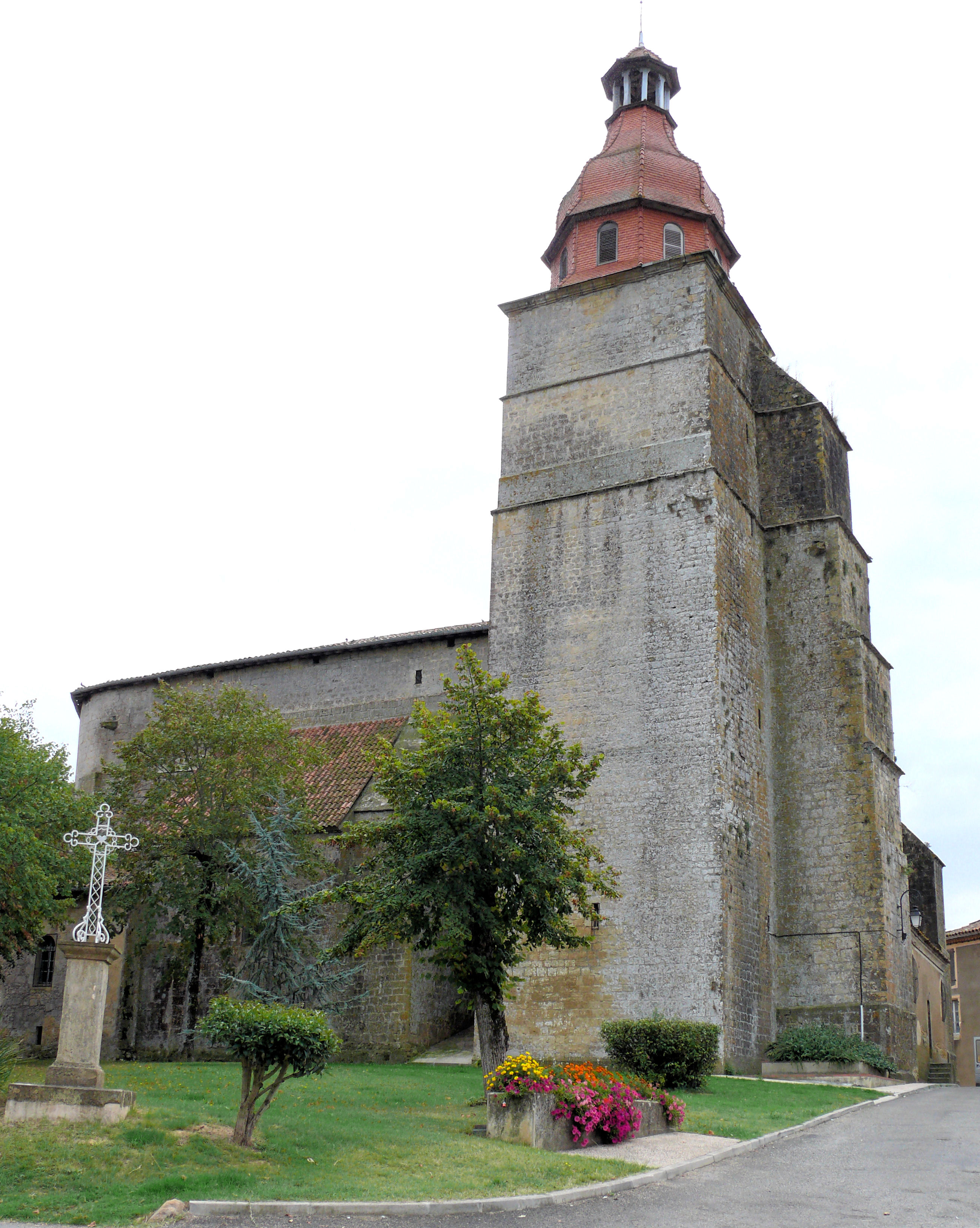
Kirche Saint-Saturnin
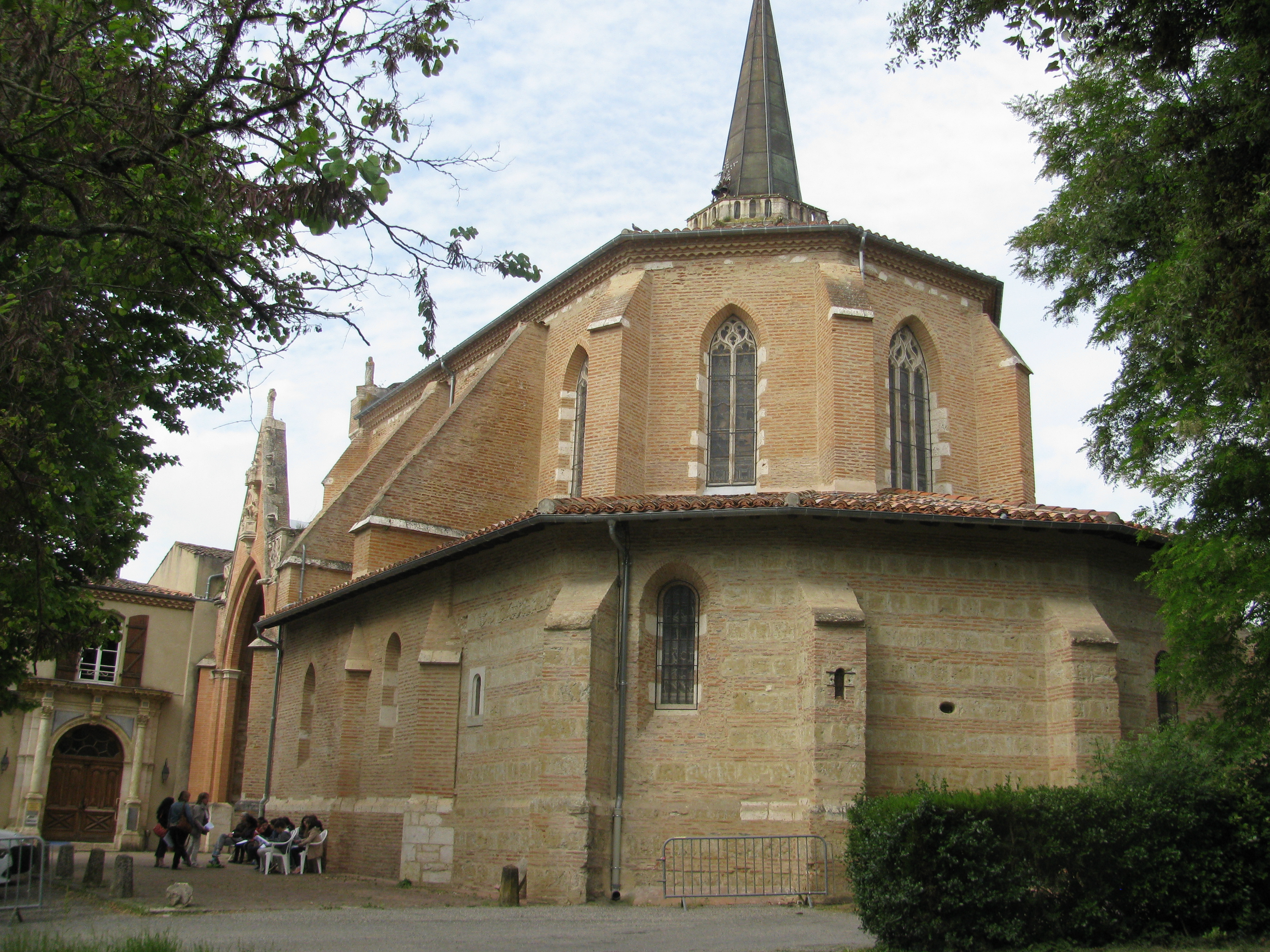
Kirche Saint-Jacques
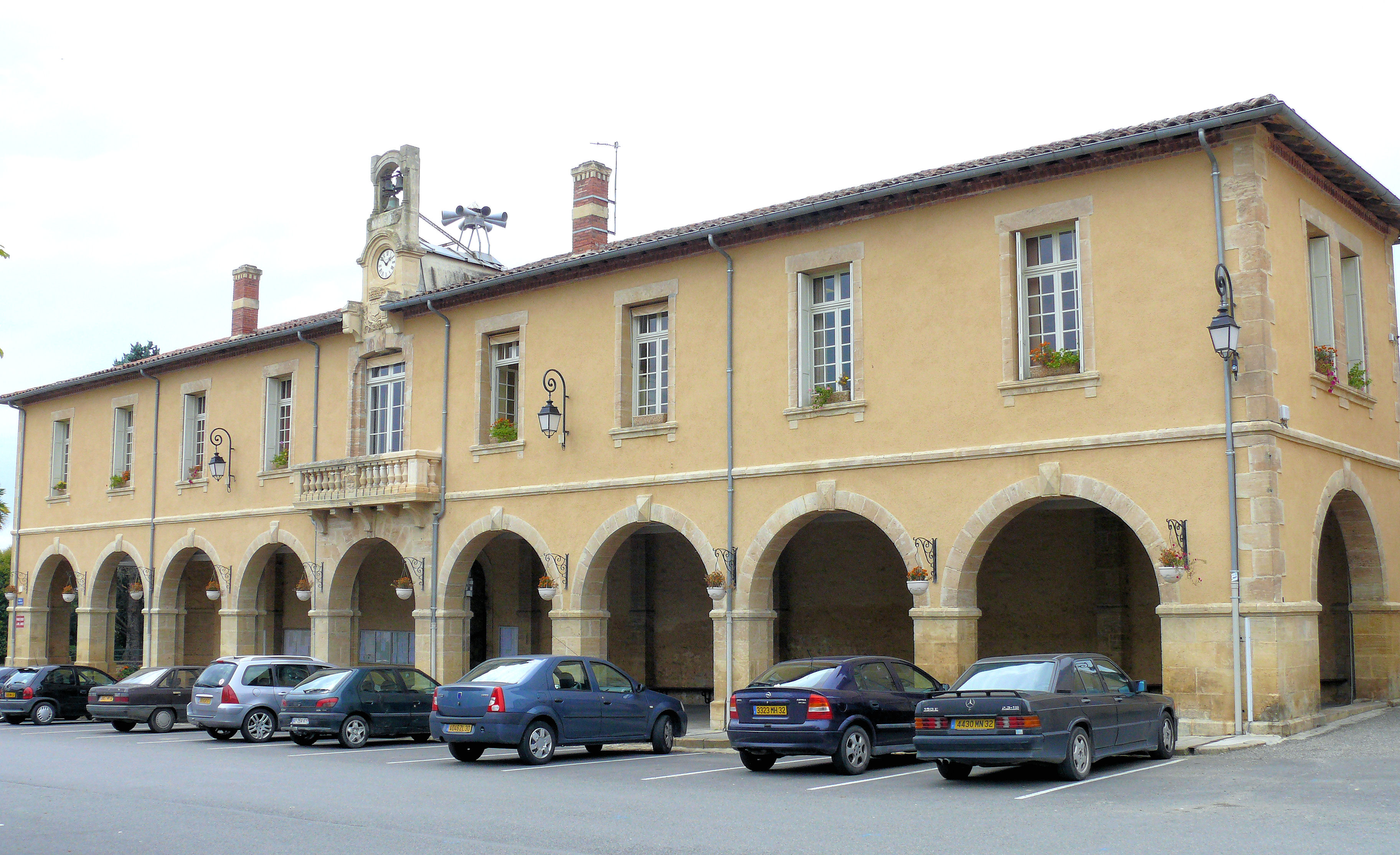
Rathaus
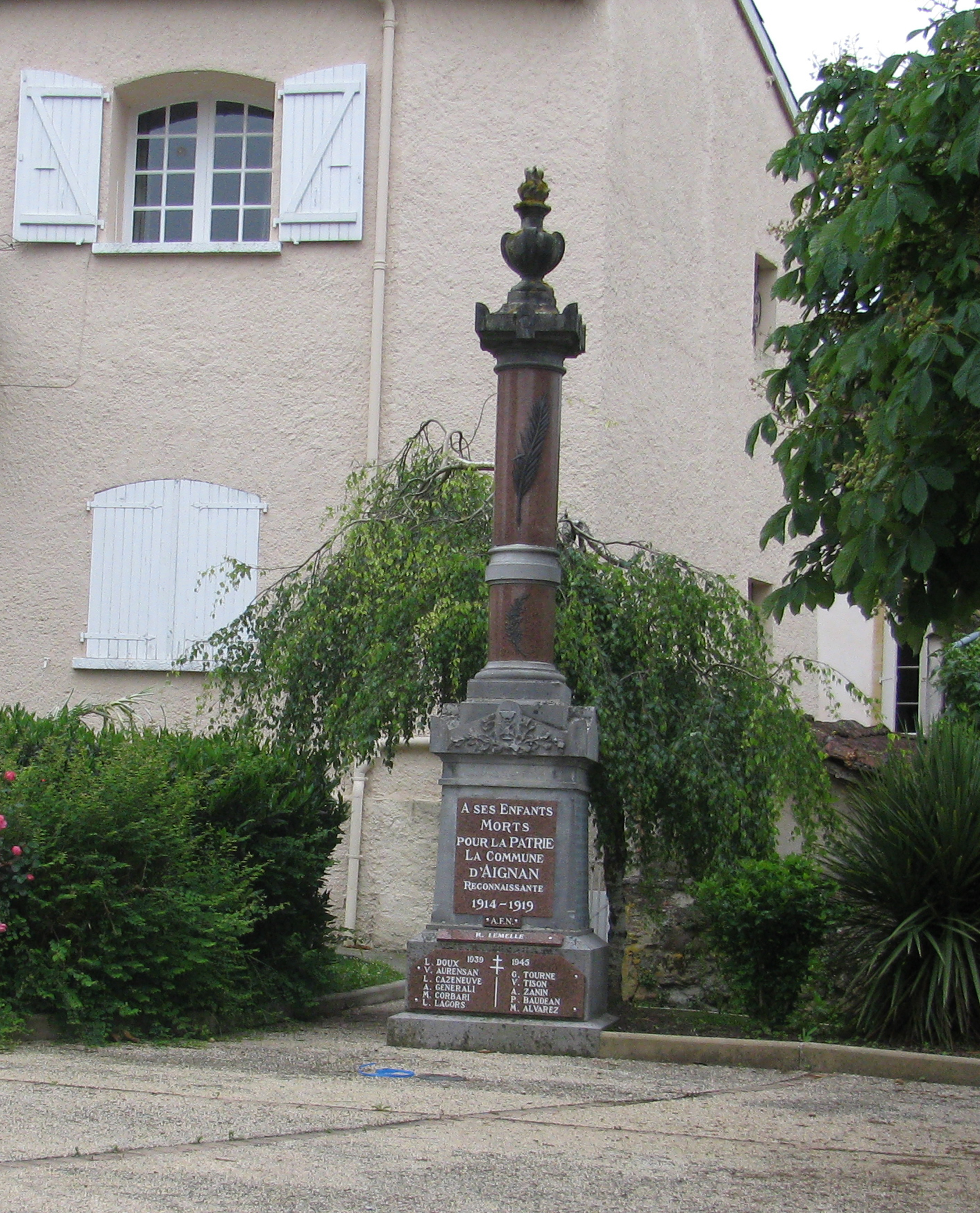
Gefallenendenkmal
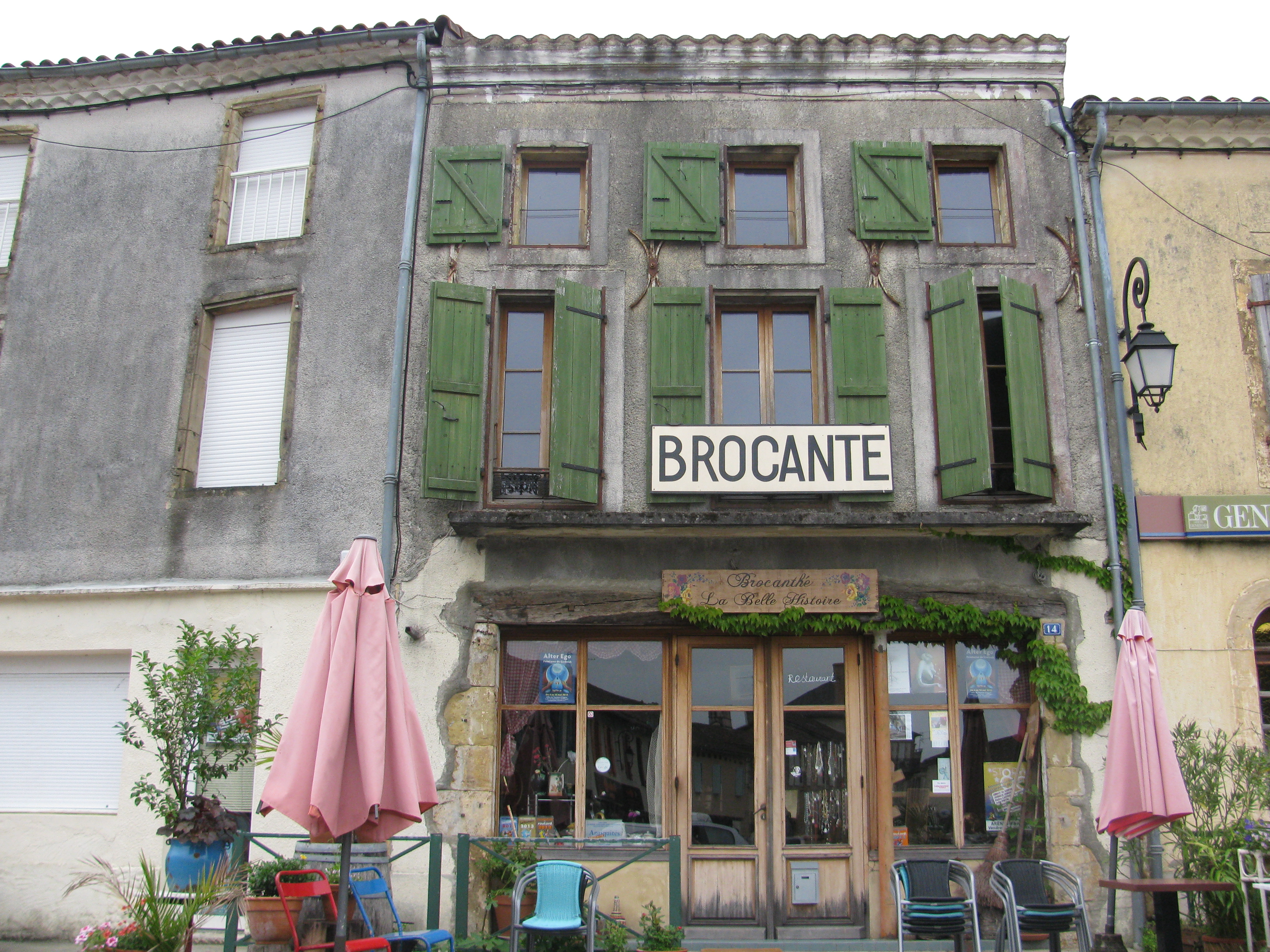
Flohmarkt